# 高原交流道
高原交流道為臺灣國道三號的交流道，位於臺灣桃園市龍潭區，指標為73k，交流道位於原龍潭收費站南側。
|      | 73 高原 | 不適用 |               | 龍潭 |
|      | 73 高原 | 不適用 | 高原          |      |
| 南下 | 73 高原 | 不適用 | 小人國 六福村 |      |
| 北上 | 73 高原 | 不適用 | 小人國        |      |

## 緣起
高原交流道位於桃園市龍潭區高原里，鄰近小人國主題樂園與六福村，藉此分流龍潭交流道及關西交流道的龐大車流量，遊客可從高原交流道出入。原先工程設計為全套苜蓿葉（四葉）型交流道，因占地面積大、工程及用地所需經費高等因素而難以推動，桃園市政府於2015年改採鑽石形佈設重新提案。工程由交通部高速公路局主辦，榮金營造工程股份有限公司承攬，工程金額6.18億元，已於2018年11月2日動工，並於2021年6月29日通車。

## 歷史沿革
- 2009年，桃園縣政府交通局納入「98年度桃園縣交通流量特性調查及瓶頸易肇事路段改善－龍潭收費站在未來高速公路全面採電子收費後變更為交流道可行性規劃」辦理。
- 2010年1月29日，桃園縣政府交通局將「國道3號增設龍潭交流道可行性研究報告」函送高速公路局審核。
- 2014年3月28日，交通部函復高速公路局「國道3號增設龍潭交流道可行性研究報告」原則同意辦理。
- 2018年11月3日，「國道3號增設高原交流道工程」開工[2]。
- 2021年6月29日，高原交流道正式通車啟用[1]。

## 周邊景點與設施
- 小人國主題樂園
- 六福村
- 石門水庫
- 國家中山科學研究院龍園園區、青山院區、研發展示館
- 新生醫護管理專科學校

## 外部連結
- 國道三號高原交流道示意圖（交通部高速公路局）